# Nombre de coordinació
El nombre de coordinació, en la química i la cristal·lografia, d'un àtom central en una molècula o un cristall és el nombre dels seus veïns més propers. Aquest nombre es determina d'una manera un xic diferent per les molècules i pels cristalls.
En la química, l'èmfasi es posa en l'estructura dels enllaços en molècules o ions d'un àtom es determina per simple compteig dels altres àtoms en els quals està enllaçat (ja sia per enllaços simples o dobles). Per exemple, [Cr(NH₃)₂Cl₂Br₂]1- has Cr3+ com el seu catió central té un nombre de coordinació de 6.
Tanmateix les estructures d'estat sòlid dels cristalls tenen menys clarament definits els enllaços químics, per tant es fa servir un model més simple, en el qual els àtoms estan representats per esferes que es toquen. En aquest model el nombre de coordinació d'un àtom és el nombre dels altres àtoms que es toquen. Dins la xarxa es diu que és el nombre de coordinació de volum (bulk coordination number) i en la superfície del cristall es diu nombre de coordinació de superfície.

## Ús en química
En química el nombre de coordinació (n.c.), el va definir primer l'any 1893 Alfred Werner. El nombre de coordinació de cada carboni és de 4 en el metà (CH₄), tres en l'etilè (H₂C=CH₂, 
En química inorgànica per exemple en l'hexacarbonoil de tungstè W(CO)₆, el nombre de coordinació del tungstè (W) es compta com 6.

## Ús en cristal·lografia

Estructura BCC del ferro.

En ciència dels materials, el nombre de coordinació de volum d'un àtom donat en l'interior d'una xarxa cristal·lina en le cas del ferro a 20 °C té un cristall BCC (body-centered cubic) i el seu nombre de coordinació és 8, ja que l'àtom de ferro ocupa el centre d'un cub format per 8 àtoms de ferro veïns.